# Distrito histórico del boom de Fort Payne
El Distrito histórico del boom de Fort Payne es un distrito histórico ubicado en Fort Payne, Alabama, Estados Unidos.

## Descripción
El distrito abarca cinco propiedades construidas alrededor de 1889, cuando Fort Payne estaba experimentando un gran crecimiento debido a los depósitos minerales del área. Se incluyen el Museo del depósito de Fort Payne; la Ópera de Fort Payne; el Edificio Sawyer, un edificio comercial victoriano de dos pisos; City Park, que se encontraba frente al palacio de justicia del condado (ahora demolido); y Purdy Furniture, que se construyó como sede de Fort Payne Coal and Iron Company. Desde entonces, se ha demolido otro edificio comercial victoriano. El distrito fue incluido en el Registro Nacional de Lugares Históricos en 1989.